# Sepideh Tavakoli
Sepideh Tavakoli (* 2. März 1989 in Teheran) ist eine iranische Leichtathletin, die sich auf den Siebenkämpferin und den Hochsprung spezialisiert hat.

## Sportliche Laufbahn
Erste internationale Erfahrungen sammelte Sepideh Tavakoli bei den Asienmeisterschaften 2009 in Guangzhou, bei denen sie im Hochsprung mit 1,75 m den zehnten Platz belegte. Ein Jahr später wurde sie bei den Hallenasienmeisterschaften in Teheran Sechste im Hochsprung und bei den Asienspielen in  Guangzhou wurde sie im Siebenkampf ebenfalls Sechste. 2011 belegte sie bei den Asienmeisterschaften in Kōbe den neunten Platz im Siebenkampf. 2012 gewann sie bei den Hallenasienmeisterschaften in Hangzhou mit 3775 Punkten die Bronzemedaille. 2013 nahm sie im Siebenkampf an den Asienmeisterschaften in Pune teil, musste ihren Wettkampf aber vorzeitig beenden.
2014 belegte sie bei den Hallenasienmeisterschaften in Hangzhou den fünften Platz im Fünfkampf und bei den Asienspielen im südkoreanischen Incheon Platz sechs im Siebenkampf. 2015 belegte sie bei den Asienmeisterschaften in Wuhan mit neuem Landesrekord den fünften Platz. 2016 gewann sie zwei Silbermedaillen im Fünfkampf und mit der iranischen 4-mal-400-Meter-Staffel bei den Hallenasienmeisterschaften in Doha. Bei den Islamic Solidarity Games 2017 in Baku wurde sie Siebte im Hochsprung und verzeichnete im Speerwurf im Finale keinen gültigen Versuch. Anfang September belegte sie bei den Asian Indoor & Martial Arts Games in Aşgabat den fünften Platz. 2018 nahm sie an den Hallenasienmeisterschaften in Teheran teil und gewann dort mit neuem Landesrekord von 4038 Punkten die Goldmedaille im Fünfkampf sowie Silber im Hochsprung. Ende August nahm sie erneut an den Asienspielen in Jakarta teil und erreichte dort mit 1,80 m den geteilten siebten Platz.
Tavakoli studierte Philosophie und Industrial Engineering an der Islamischen Azad-Universität.

## Persönliche Bestleistungen
- Siebenkampf: 5443 Punkte, 4. Juni 2015 in Wuhan (Iranischer Rekord)
  - Fünfkampf (Halle): 4038 Punkte, 3. Februar 2018 in Teheran (Iranischer Rekord)
- Hochsprung: 1,83 m, 28. September 2014 in Incheon (Iranischer Rekord)
  - Hochsprung (Halle): 1,83 m, 3. Februar 2018 in Teheran (Iranischer Rekord)
- Speerwurf: 40,29 m, 29. August 2014 in Teheran